# 銀河の輝映
『銀河の輝映』（原題：Where Have I Known You Before）は、チック・コリアが率いるフュージョン・バンド、リターン・トゥ・フォーエヴァーが1974年に発表したアルバム。

## 解説
本作よりアル・ディ・メオラが加入。アメリカのBillboard 200では32位、『ビルボード』誌のジャズ・チャートでは5位に達した。

## 収録曲
特記なき楽曲はチック・コリア作曲。
1. ヴァルカン・ワールズ - "Vulcan Worlds" (Stanley Clarke) - 7:52
2. ホエア・ハヴ・アイ・ラヴド・ユー・ビフォア - "Where Have I Loved You Before" - 1:01
3. ザ・シャドウ・オブ・LO - "The Shadow of Lo" (Lenny White) - 7:30
4. ホエア・ハヴ・アイ・ダンスト・ウィズ・ユー・ビフォア - "Where Have I Danced with You Before" - 1:14
5. 第7銀河の彼方 - "Beyond the Seventh Galaxy" - 3:14
6. アース・ジュース - "Earth Juice" (Chick Corea, S. Clarke, L. White, Al Di Meola) - 3:46
7. ホエア・ハヴ・アイ・ノウン・ユー・ビフォア - "Where Have I Known You Before" - 2:20
8. ソング・トゥ・ザ・ファロア・キングズ - "Song to the Pharoah Kings" - 14:21

## 参加ミュージシャン
- チック・コリア - ピアノ、エレクトリックピアノ、クラヴィネット、オルガン、シンセサイザー、パーカッション
- アル・ディ・メオラ - エレクトリックギター、12弦ギター
- スタンリー・クラーク - エレクトリックベース、オルガン、パーカッション
- レニー・ホワイト - ドラムス、パーカッション